# Marcel Barth
Marcel Barth (Gera, 22 de maig de 1986) és un ciclista alemany especialista en pista, encara que també ha competit en ruta.
És fill del també ciclista Thomas Barth.

## Palmarès en pista
- 2004
  -  Campió del món júnior en Puntuació

### Resultats a laCopa del Món
- 2008-2009
  - 1r a Copenhaguen, en Madison
- 2009-2010
  - 1r a Cali, en Madison

## Palmarès en ruta
- 2003
  -  Campió d'Alemanya júnior en ruta
- 2008
  - Vencedor d'una etapa del Tour de Mainfranken